# 1991 في الصين
فيما يلي قوائم الأحداث التي وقعت خلال عام 1991 في الصين.

## سياسة

### تعيين في المنصب
- 1 أبريل – هوانغ يو عمدة شانغهاي ‏.

### انتهاء فترة المنصب
- 1 أبريل – زهو رونغجي عمدة شانغهاي ‏.

## مواليد

### يناير
- 1 يناير – داي وي سياسي صيني.
- 8 يناير – غاو زهيلين لاعب كرة قدم صيني.
- 10 يناير – هايلي تشان
- 10 يناير – وانغ تشو لاعب كرة قدم صيني.
- 11 يناير – لو يو لاعب تنس الريشة.
- 12 يناير – أحمد لي لاعب تنس طاولة تركي.
- 17 يناير – زهانج هونغنان لاعب كرة قدم صيني.
- 17 يناير – لي تينجلونج لاعب كرة قدم صيني.
- 17 يناير – ماو جياكانغ لاعب كرة قدم صيني.
- 21 يناير – هو رينتيان لاعب كرة قدم صيني.
- 22 يناير – سن بو لاعب كرة قدم صيني.
- 23 يناير – جانغ شيجي لاعب كرة قدم صيني.
- 24 يناير – وانغ هان غطاسة صينية.
- 26 يناير – لي هانبو لاعب كرة قدم صيني.
- 28 يناير – يان جونلينغ لاعب كرة قدم صيني.
- 31 يناير – يانغ لي لاعبة كرة قدم صينية.

### فبراير
- 1 فبراير – لاي جين لاعب كرة قدم صيني.
- 6 فبراير – تشانغ منغكسو لاعبة رماية صينية.
- 6 فبراير – فاي يو لاعب كرة قدم صيني.
- 8 فبراير – غو وينزيانغ لاعب كرة قدم صيني.
- 9 فبراير – سن جي لاعب كرة قدم صيني.
- 9 فبراير – ليو يانغ لاعب كرة قدم صيني.
- 14 فبراير – شو وو لاعب كرة قدم صيني.
- 17 فبراير – شو دونغ لاعب كرة قدم صيني.

### مارس
- 3 مارس – لو يانغ لاعب كرة قدم صيني.
- 21 مارس – لي بن لاعب كرة قدم صيني.
- 25 مارس – ليانغ بو مغني صيني.
- 26 مارس – سن كاي لاعب كرة قدم صيني.
- 28 مارس – ما سيو كوان
- 30 مارس – ليو بن لاعب كرة قدم صيني.

### أبريل
- 3 أبريل – تشيونغ تشونغ هي لاعب كرة قدم صيني.
- 12 أبريل – لي شيون لاعبة تنس طاولة صينية.

### مايو
- 2 مايو – لي شو يونغ لاعب كرة قدم صيني.
- 5 مايو – تشوي جي هو
- 15 مايو – تان تيانشينغ لاعب كرة قدم صيني.
- 22 مايو – هان شو لاعب كرة قدم صيني.
- 25 مايو – وي روي

### يونيو
- 2 يونيو – إدوارد ليونغ
- 9 يونيو – تشو يانغ

### يوليو
- 5 يوليو – لي كاي مينغ لاعب كركيت صيني.
- 6 يوليو – لي زيقي
- 12 يوليو – زهو جيانروغ لاعب كرة قدم صيني.
- 18 يوليو – فيليس تشان لاعب تنس الريشة.
- 22 يوليو – بينغ زينلي لاعب كرة قدم صيني.
- 24 يوليو – لين يوي غطاس صيني.

### أغسطس
- 9 أغسطس – جاستن هان لاعب تنس طاولة أسترالي.
- 9 أغسطس – لي جينغ لاعبة كرة طائرة صينية.
- 24 أغسطس – وانغ زهين

### سبتمبر
- 4 سبتمبر – جين شين لاعب كرة قدم صيني.
- 18 سبتمبر – تشاو لينا لاعبة كرة قدم صينية.
- 27 سبتمبر – ريتشل تشيونغ عازفة بيانو صينية.

### أكتوبر
- 4 أكتوبر – شي هونغجون لاعب كرة قدم صيني.
- 4 أكتوبر – لو كاي لاعب تنس الريشة.
- 7 أكتوبر – لاي تشانغ ممثل ومغني وراقص صيني ومقدم برامج.
- 8 أكتوبر – كانغ يوي ربّاعة صينية.
- 9 أكتوبر – هونج تشن مغنية صينية.

### نوفمبر
- 1 نوفمبر – يانغ تشن لاعب كرة قدم صيني.
- 3 نوفمبر – ميشيل لي لاعب تنس الريشة.
- 5 نوفمبر – لى اكسنجكان لاعب كرة قدم صيني.
- 10 نوفمبر – غو بن لاعب كرة قدم صيني.
- 13 نوفمبر – تو دونغزو لاعب كرة قدم صيني.
- 19 نوفمبر – وو لي لاعب كرة قدم صيني.

### ديسمبر
- 1 ديسمبر – سون يونغ سباح صيني.
- 9 ديسمبر – وو نان
- 13 ديسمبر – تينا وانغ متزلجة فنية أسترالية.
- 21 ديسمبر – ستيفين زهانغ رجل أعمال صيني.
- 25 ديسمبر – تشانغ أندا لاعب سنوكر صيني.

## وفيات

### يناير
- 4 يناير – بون ليم (مواليد 1918)

### مايو
- 14 مايو – جيانغ كينغ (مواليد 1914) سياسية صينية وزوجة ماو تسي تونج.

### يوليو
- 4 يوليو – فيكتور تشانغ (مواليد 1936)

### أكتوبر
- 16 أكتوبر – باري وونغ (مواليد 1946)

### نوفمبر
- 28 نوفمبر – لو غوي-جن (مواليد 1904) عالمة كيمياء حيوية صينية.